# Куфарев, Георгий Леонидович
Георгий Леонидович Куфарев (11 мая 1927 года, Томск — 8 декабря 1999 года, Томск) — специалист в области робототехники, профессор кафедры «Автоматизации и роботизации в машиностроении» Томского политехнического института, Заслуженный профессор ТПУ (1998).

## Биография
Георгий Леонидович Куфарев родился 11 мая 1927 года в городе Томске. В 1930 году его семья переехала в г. Новосибирск. Там прошла юность Георгия Леонидовича, там он окончил школу. В 1942 году устроился работать электриком на предприятии Новосибирска, проработал до 1944 года, в 1944 году поступил учиться на подготовительное отделение Донецкого индустриального института, который тогда был в эвакуации в Прокопьевске. Был зачислен студентом в Донецкий индустриальный институт. Однако, отца назначили начальником томского облпищепрома, и Георгий Леонидович не поехал в Донецк, а вернулся в Томск и поступил на механический факультет Томского индустриального института (ТИИ).
В 1950—1956 годах был известным томским футболистом, пользовался большой местной популярностью.
В 1949 году окончил институт, после чего был принят на работу ассистентом кафедры «Теоретическая механика». В 1950—1953 годах учился в аспирантуре ТИИ на кафедре «Станки и резание металлов». Его научным руководителем был профессор А. М. Розенберг. После окончания аспирантуры Георгий Леонидович два года работал на кафедре «Теоретическая механика». С 1955 года работал на кафедре «Станки и резание металлов». В настоящее время это кафедра «Автоматизация и роботизация в машиностроении». В 1963—1973 и 1987—1992 годах был заведующим кафедры «Автоматизация и роботизация в машиностроении». В 1963—1964 годах стажировался в Льежском университете в Бельгии.
В 1958 году защитил кандидатскую диссертацию на тему: «Деформация металла в зоне резания при образовании сливной стружки».
В 1986 году защитил докторскую диссертацию на тему: «Теоретические основы управления формой стружки и создание гаммы резцов для точения пластичных металлов и сплавов на станках с ЧПУ». Получил ученую степень доктора технических наук, с 1989 года — профессор.
Область научных интересов: теория резания металлов. Под научным руководством Куфарева было подготовлено и защищено 16 кандидатских диссертаций аспирантов и одна докторская диссертация. Он является соавтором около 150 научных работ, включая три монографии,  пять авторских свидетельств.
В ТПУ вёл курсы: «Теория решения изобретательских задач», «Теоретическая механика», «Металлорежущие станки», «Основы взаимозаменяемости и технические измерения».

## Семья
- Дед работал на железной дороге, затем в Томской городской управе.
- Отец окончил Томский технологический институт, в 1920-е годы директор Томского дрожжевого завода, с 1944 года — председатель комитета пищевой промышленности Томского облисполкома.
- Жена — Валерия Трофимовна Куфарева, преподаватель.
- Старший брат возглавлял кафедру кораблевождения Высших офицерских курсов ВМФ в Ленинграде.
- Дочь — Елена Георгиевна Новикова, доктор филологии, преподаватель ТГУ.
- Сын Иван.